# BBDO JAPAN
BBDO JAPAN（ビービーディオー ジャパン、英: BBDO Japan Inc.、登記社名: 株式会社ビービーディオージャパン）は外資系広告会社であり、世界に200以上の拠点を持つグローバル広告ネットワークであるBBDOワールドワイドやホールディングス企業であるオムニコムグループ傘下の日本法人であり、I&S BBDOグループの一員である。東京都中央区に本社を置く広告代理店I&S BBDOのグループ会社として2015年7月に株式会社BBDO JAPANとして設立された。事業はTVCM・Web広告をはじめとするブランディング戦略・コミュニケーション開発から、アプリ開発やPRイベント企画まで多岐にわたる。グローバルネットワークの強みを活かし、クライアントは日本に拠点を持つグローバル企業や、海外進出した日本企業が多い。また、日本ではI&S BBDOのグループ会社としてメディアバイイングなどで業務提携する。